# Папава Акакій Амбакович
Акакій Амбакович Папава (груз. აკაკი ამბაკოს ძე პაპავა, (1890 , Самтредіа, Кутаїський повітd, Грузино-Імеретинська губернія, Російська імперія  — 27 липня 1964 , Аргентина ) — грузинський письменник, журналіст і громадський діяч.

## Біографія
Закінчив Кутаїське реальне училище і вступив на історико-філологічний факультет Юр'ївського університету. Звідти перейшов на юридичний факультет Імператорського Московського університету, який закінчив з відзнакою.
Зробив великий внесок у розвиток грузинського театру. В 1914 році обраний делегатом на перший з'їзд всегрузинських театральних діячів, а загальний з'їзд грузинських письменників призначив Акакі Папаву другим головою Спілки письменників (першим був Коте Макашвілі).
26 травня 1918 року підписав Декларацію незалежності Грузії.
У 1922 році Акакі Папава поїхав у Німеччину, жив у Берліні. У 1923 році об'єднався з сім'єю, і разом зі своєю дружиною починає спільну літературну і наукову діяльність.
Під час Другої світової війни багато переїжджає по Європі, а в 1949 році виїхав до Південної Америки, жив в Аргентині. Багато співпрацював в грузинській іммігрантській пресі — «Кавказ», «Доля Картлі», «Вітчизна», «Народна газета», писав драматичні та історичні твори.
У 1956 подружжя опублікували книгу «მარიამ უკანასკნელი დედოფალი საქართველოსი». Написав також збірку поезій «1500-річний Тбілісі».
Особливої уваги заслуговує внесок Папави в пошук і порятунок грузинських реліквій і артефактів, розкиданих за кордоном, серед них вишита золотом і сріблом обкладинка Тбіліського вівтаря Сіону. Через довгий час Резо Табукашвілі повернув її в Грузію і передав у Музей образотворчих мистецтв.
Згідно із заповітом, його рештки перевезені у Францію.
Похований на Левільському кладовищі.